# Survivor: One World
Survivor: One World foi a vigésima-quarta temporada do reality show americano Survivor cujo primeiro episódio foi ao ar no dia 15 de fevereiro de 2012.
As seleções para o programa começaram em 11 de janeiro de 2011 e aproximadamente 800 pessoas foram selecionadas para uma entrevista pela rede de TV CBS. Do total inicial de 800, 18 pessoas foram selecionadas para participar do programa entre agosto e setembro de 2011. As gravações ocorrem na Ilha Upolu, em Samoa, mesma localidade que ambientou as temporadas 19, 20 e 23 do programa.
Nessa temporada, as tribos foram inicialmente divididas de acordo com o gênero dos participantes, da mesma forma como foi feito anteriormente em Survivor: The Amazon, Survivor: Vanuatu e Survivor: Panama. Duas mudanças significativas foram realizadas na dinâmica do jogo: diferentemente das temporadas anteriores nas quais as tribos viviam em acampamentos separados, desta vez as duas tribos começaram o jogo habitando a mesma praia e alterou-se a dinâmica no funcionamento dos Ídolos de Imunidades.
O conceito de todos os participantes habitarem juntos a mesma praia não é inédito e foi utilizado previamente em Survivor: Thailand (aconteceu com várias semanas de disputa), Survivor: Palau e Survivor: Fiji (no início da competição, enquanto a distribuição em tribos ainda não havia acontecido), todavia essa foi a primeira vez em que o conceito foi empregado no começo do jogo e perdurou após o primeiro desafio de imunidade tribal. Após a mistura entre as tribos que ocorreu no décimo-segundo dia de competição a regra foi encerrada e as novas tribos passaram a viver em praias distintas. 
Em relação aos Ídolos de Imunidade, nesta temporada três ídolos foram postos no jogo sendo que dois deles eram destinados para uma tribo específica. Se o competidor encontrasse o ídolo destinado para sua tribo, poderia mantê-lo e usá-lo para si, caso encontrasse o ídolo destinado à tribo adversária, o competidor deveria entregá-lo para um integrante da outra tribo antes do próximo Conselho Tribal. Dois dos ídolos da temporada nunca foram usados. Um deles, encontrado por Sabrina e dado a Colton, saiu do jogo quando Colton optou por não entregá-lo a ninguém quando foi removido por questões médicas. 
O conceito de Ilha da Redenção utilizado nas últimas duas temporadas não foi empregado novamente, mas de acordo com uma entrevista do apresentador Jeff Probst o conceito deve retornar em um futuro próximo.
Durante a temporada, da mesma forma como realizado anteriormente em Survivor: Samoa, dois desafios foram conduzidos sem a supervisão de Jeff Probst.
Entre os competidores destacam-se Leif Manson por ser o primeiro anão a competir no programa e Monica Culpepper, esposa do ex-jogador Brad Culpepper que participou da Liga Nacional de Futebol Americano.
No episódio final da temporada, em 13 de maio de 2012, Kim Spradlin foi revelada como vencedora, tendo derrotado Sabrina Thompson e Chelsea Meissner por, respectivamente, 7-2-0 votos. Além disso, Kim foi votada pelo público como a participante mais popular da temporada, ganhando um prêmio de cem mil dólares e derrotando Chelsea Meissner, Greg "Tarzan" Smith e Troy "Troyzan" Robertson.

## Participantes
- Alicia Rosa - 25 anos – Chicago, Illinois
- Bill Posley - 28 anos – Venice, Califórnia
- Chelsea Meissner - 26 anos – Charleston, Carolina do Sul
- Christina Cha - 29 anos – West Hollywood, Califórnia
- Colton Cumbie  - 21 anos – Monroeville, Alabama
- Greg "Tarzan" Smith - 64 anos – Houston, Texas
- Jay Byars - 25 anos – Gaffney, Carolina do Sul
- Jonas Otsuji - 37 anos – Lehi, Utah
- Kat Edorsson - 22 anos – Orlando, Flórida
- Kim Spradlin - 29 anos – San Antonio, Texas
- Kourtney Moon - 29 anos – Austin, Texas
- Leif Manson - 27 anos – San Diego, Califórnia
- Matt Quinlan- 33 anos – San Francisco, Califórnia
- Michael Jefferson - 30 anos – Seattle, Washington
- Monica Culpepper - 41 anos - Tampa, Flórida
- Nina Acosta - 51 anos – Clovis, Califórnia
- Sabrina Thompson - 33 anos – Brooklyn, Nova Iorque
- Troy "Troyzan" Robertson - 50 anos – Miami, Flórida

## O Jogo
| Participante             | Tribo Original | Tribo Misturada | Tribo Pós-Fusão | Colocação Final                        | Total de Votos |
| ------------------------ | -------------- | --------------- | --------------- | -------------------------------------- | -------------- |
| Kourtney Moon            | Salani         |                 |                 | Removido Devido à Lesão Dia 3          | 0              |
| Nina Acosta              | Salani         |                 |                 | 1º Eliminado Dia 5                     | 6              |
| Matt Quinlan             | Manono         |                 |                 | 2º Eliminado Dia 8                     | 7              |
| Bill Posley              | Manono         |                 |                 | 3º Eliminado Dia 11                    | 8              |
| Monica Culpepper         | Salani         | Manono          |                 | 4º Eliminado Dia 14                    | 5              |
| Colton Cumbie            | Manono         | Manono          |                 | Removido Devido à Doença Dia 16        | 1              |
| Jonas Otsuji             | Manono         | Manono          | Tikiano         | 5º Eliminado 1º Membro do Júri Dia 20  | 10             |
| Michael Jefferson        | Manono         | Salani          | Tikiano         | 6º Eliminado 2º Membro do Júri Dia 22  | 9              |
| Jay Byars                | Manono         | Salani          | Tikiano         | 7º Eliminado 3º Membro do Júri Dia 25  | 5              |
| Leif Manson              | Manono         | Manono          | Tikiano         | 8º Eliminado 4º Membro do Júri Dia 27  | 5              |
| Troy "Troyzan" Robertson | Manono         | Salani          | Tikiano         | 9º Eliminado 5º Membro do Júri Dia 30  | 41             |
| Kat Edorsson             | Salani         | Salani          | Tikiano         | 10º Eliminado 6º Membro do Júri Dia 33 | 7              |
| Greg "Tarzan" Smith      | Manono         | Manono          | Tikiano         | 11º Eliminado 7º Membro do Júri Dia 36 | 12             |
| Alicia Rosa              | Salani         | Manono          | Tikiano         | 12º Eliminado 8º Membro do Júri Dia 37 | 5              |
| Christina Cha            | Salani         | Manono          | Tikiano         | 13º Eliminado 9º Membro do Júri Dia 38 | 9              |
| Chelsea Meissner         | Salani         | Salani          | Tikiano         | 3º Colocado                            | 4              |
| Sabrina Thompson         | Salani         | Salani          | Tikiano         | 2º Colocado                            | 2              |
| Kim Spradlin             | Salani         | Salani          | Tikiano         | Último Sobrevivente                    | 3              |

O Total de Votos é o número de votos que o competidor recebeu durante os Conselhos Tribais onde ele era elegível para ser eliminado do jogo. Não inclui os votos recebidos durante o Conselho Tribal Final
↑1  Troyzan usou um Ídolo de Imunidade e, portanto, dois votos contra ele não foram contados.

## Episódios
| 01 | Two Tribes, One Camp, No Rules (Duas Tribos, Um Acampamento, Nenhuma Regra) | Kourtney (Removido Devido à Lesão)                                        | 10,79 | 15 de fevereiro de 2012 |  |  |
|    |                                                                             |                                                                           |       |                         |  |  |
| 02 | Total Dysfunction (Disfunção Total)                                         | Nina                                                                      | 10,29 | 22 de fevereiro de 2012 |  |  |
|    |                                                                             |                                                                           |       |                         |  |  |
| 03 | One World is Out the Window (Um mundo está fora da jogada)                  | Matt                                                                      | 10,65 | 29 de fevereiro de 2012 |  |  |
|    |                                                                             |                                                                           |       |                         |  |  |
| 04 | Bum-Puzzled (Complicados)                                                   | Bill                                                                      | 10,78 | 7 de março de 2012      |  |  |
|    |                                                                             |                                                                           |       |                         |  |  |
| 05 | A Bunch of Idiots (Um Bando de Idiotas)                                     | Monica                                                                    | 10,56 | 14 de março de 2012     |  |  |
|    |                                                                             |                                                                           |       |                         |  |  |
| 06 | Thanks for the Souvenir (Obrigado pela Lembrança)                           | Colton (Removido Devido à Doença)                                         | 10,47 | 21 de março de 2012     |  |  |
|    |                                                                             |                                                                           |       |                         |  |  |
| 07 | The Beauty in a Merge (A Beleza em uma Fusão)                               | Jonas                                                                     | 9,99  | 28 de março de 2012     |  |  |
|    |                                                                             |                                                                           |       |                         |  |  |
| 08 | Just Annihilate Them (Apenas aniquile-os)                                   | Michael                                                                   | 10,36 | 4 de abril de 2012      |  |  |
|    |                                                                             |                                                                           |       |                         |  |  |
| 09 | Go Out With a Bang (Sairá com um estouro)                                   | Jay                                                                       | 9,91  | 11 de abrilde 2012      |  |  |
|    |                                                                             |                                                                           |       |                         |  |  |
| 10 | I'm No Dummy (Não sou idiota)                                               | Leif                                                                      | 9,96  | 18 de abril de 2012     |  |  |
|    |                                                                             |                                                                           |       |                         |  |  |
| 11 | Never Say Die (Nunca Desista)                                               | Troyzan                                                                   | 9,81  | 25 de abril de 2012     |  |  |
|    |                                                                             |                                                                           |       |                         |  |  |
| 12 | It's Gonna Be Chaos! (Será um Caos!)                                        | Kat                                                                       | 9,43  | 2 de maio de 2012       |  |  |
|    |                                                                             |                                                                           |       |                         |  |  |
| 13 | It's Human Nature (Essa é a Natureza Humana)                                | Tarzan                                                                    | 9,97  | 5 de maio de 2012       |  |  |
|    |                                                                             |                                                                           |       |                         |  |  |
| 14 | Perception is Not Always Reality (Percepção Nem Sempre é a Realidade)       | Alicia Christina                                                          | 10,34 | 13 de maio de 2012      |  |  |
|    |                                                                             |                                                                           |       |                         |  |  |
| -  | The Reunion (A Reunião)                                                     | Kim6 (Vencedora) Sabrina6 (Segunda colocada) Chelsea6 (Terceira colocada) | 7,72  | 13 de maio de 2012      |  |  |
|    |                                                                             |                                                                           |       |                         |  |  |

6O nome grafado em vermelho indica que o competidor foi o vencedor da temporada e, portanto, não foi eliminado. Os nomes grafados em verde  indicam que os competidores foram, respectivamente, o segundo e terceiro colocados e, portanto, não foram eliminados.

## Histórico de Votação
|             | Tribos Originais   | Tribos Originais | Tribos Originais | Tribos Originais | Tribos Misturadas | Tribos Misturadas | Tribos Misturadas | Tribo Pós-Fusão    | Tribo Pós-Fusão | Tribo Pós-Fusão | Tribo Pós-Fusão   | Tribo Pós-Fusão | Tribo Pós-Fusão  | Tribo Pós-Fusão  | Tribo Pós-Fusão     | Tribo Pós-Fusão   | Tribo Pós-Fusão   | Tribo Pós-Fusão |
| ----------- | ------------------ | ---------------- | ---------------- | ---------------- | ----------------- | ----------------- | ----------------- | ------------------ | --------------- | --------------- | ----------------- | --------------- | ---------------- | ---------------- | ------------------- | ----------------- | ----------------- | --------------- |
| Episódio #: | 1                  | 2                | 3                | 4                | 5                 | 6                 | 7                 | 8                  | 9               | 10              | 11                | 12              | 13               | 14               | 14                  | Reunião           | Reunião           | Reunião         |
| Eliminado:  | Kourtney Sem votos | Nina 6/8 votos   | Matt 7/9 votos   | Bill 7/8 votos   | Monica 5/7 votos  | Colton Sem votos  | Jonas 10/12       | Michael 7/11 votos | Jay 5/8 votos   | Leif 4/9 votos  | Troyzan 4/8 votos | Kat 6/7 votos   | Tarzan 5/6 votos | Alicia 3/5 votos | Christina 3/4 votos | Chelsea 0/9 votos | Sabrina 2/9 votos | Kim 7/9 votos   |
| Competidor  | Voto               | Voto             | Voto             | Voto             | Voto              | Voto              | Voto              | Voto               | Voto            | Voto            | Voto              | Voto            | Voto             | Voto             | Voto                | Voto              | Voto              | Voto            |
| Kim         |                    | Nina             |                  |                  |                   |                   | Jonas             | Michael            | Jay             | Tarzan          | Troyzan           | Kat             | Tarzan           | Alicia           | Christina           | Voto do Júri      | Voto do Júri      | Voto do Júri    |
| Sabrina     |                    | Nina             |                  |                  |                   |                   | Jonas             | Michael            | Jay             | Leif            | Christina         | Kat             | Tarzan           | Alicia           | Christina           | Voto do Júri      | Voto do Júri      | Voto do Júri    |
| Chelsea     |                    | Nina             |                  |                  |                   |                   | Jonas             | Michael            | Troyzan         | Leif            | Troyzan           | Kat             | Tarzan           | Alicia           | Christina           | Voto do Júri      | Voto do Júri      | Voto do Júri    |
| Christina   |                    | Nina             |                  |                  | Tarzan            |                   | Jonas             | Tarzan             | Jay             | Tarzan          | Chelsea           | Kat             | Tarzan           | Chelsea          | Sabrina             |                   |                   | Kim             |
| Alicia      |                    | Nina             |                  |                  | Monica            |                   | Jonas             | Tarzan             | Jay             | Tarzan          | Troyzan           | Kat             | Tarzan           | Chelsea          |                     |                   |                   | Kim             |
| Tarzan      |                    |                  | Matt             | Bill             | Monica            |                   | Jonas             | Christina          | Jay             | Leif            | Cristina          | Kat             | Chelsea          |                  |                     |                   | Kim               |                 |
| Kat         |                    | Nina             |                  |                  |                   |                   | Jonas             | Michael            | Troyzan         | Leif            | Troyzan           | Sabrina         |                  |                  |                     | Kim               |                   |                 |
| Troyzan     |                    |                  | Matt             | Bill             |                   |                   | Jonas             | Michael            | Kim             | Kim             | Christina         |                 |                  | Sabrina          |                     |                   |                   |                 |
| Leif        |                    |                  | Matt             | Bill             | Monica            |                   | Michael           | Michael            | Alicia          | Kim             |                   |                 | Sabrina          |                  |                     |                   |                   |                 |
| Jay         |                    |                  | Matt             | Bill             |                   |                   | Jonas             | Michael            | Alicia          |                 |                   |                 | Kim              |                  |                     |                   |                   |                 |
| Michael     |                    |                  | Bill             | Bill             |                   |                   | Jonas             | Christina          |                 |                 |                   | Kim             |                  |                  |                     |                   |                   |                 |
| Jonas       |                    |                  | Matt             | Bill             | Monica            |                   | Michael           |                    |                 |                 | Kim               |                 |                  |                  |                     |                   |                   |                 |
| Colton      |                    |                  | Matt             | Bill             | Monica            |                   |                   |                    |                 |                 |                   |                 |                  |                  |                     |                   |                   |                 |
| Monica      |                    | Christina        |                  |                  | Tarzan            |                   |                   |                    |                 |                 |                   |                 |                  |                  |                     |                   |                   |                 |
| Bill        |                    |                  | Matt             | Leif             |                   |                   |                   |                    |                 |                 |                   |                 |                  |                  |                     |                   |                   |                 |
| Matt        |                    |                  | Colton           |                  |                   |                   |                   |                    |                 |                 |                   |                 |                  |                  |                     |                   |                   |                 |
| Nina        |                    | Kat              |                  |                  |                   |                   |                   |                    |                 |                 |                   |                 |                  |                  |                     |                   |                   |                 |
| Kourtney    |                    |                  |                  |                  |                   |                   |                   |                    |                 |                 |                   |                 |                  |                  |                     |                   |                   |                 |